# گورنوگوه‌دندان
گورنوگوه‌دندان (نام علمی: Gornogomphodon caffii) نام یک گونه از فروراسته هوسگ‌دندان است.